# Nigel Holmes
Nigel Holmes (Swanland, 15 giugno 1942) è un grafico e illustratore britannico, specializzato in grafica e design delle informazioni.

## Biografia
Si è laureato al Royal College of Art di Londra nel 1966, Holmes pratica con discreto successo l'attività di graphic designer in Inghilterra. Dal 1966 al 1977 ha lavorato come illustratore e graphic designer freelance per clienti come British Broadcasting Corporation, Ford Motor Company e Island Records. Il suo lavoro è apparso su New Scientist, Radio Times, The Observer, The Daily Telegraph e The Times.
Nel 1977, il direttore artistico Walter Bernard lo assunse per lavorare nel dipartimento di grafica della rivista Time, dove in seguito Holmes divenne direttore.
Dopo un anno sabbatico ha fondato una compagnia di sua proprietà collaborando con una vasta gamma di clienti, tra cui Apple, Fortune, Nike, The Smithsonian Institution, Sony, United Healthcare, US Airways e Visa.
Nel 2011 la Stevenson University ha tenuto una mostra retrospettiva del suo lavoro intitolata Picture This - The Explanation Design of Nigel Holmes.
Nel 2016 una mostra delle sue opere dal 1960 al 2015 è stata esposta alla Conferenza QVIG a Monaco, Germania, e anche alla Galleria VisCom, Schoonover Center, Ohio University.

## Pubblicazioni
Elenco parziale

### Libri scritti da Nigel Holmes
- Designer's Guide to Creating Charts and Diagrams (1984 Watson-Guptill) ISBN 0-8230-1315-4
- Designing Pictorial Symbols (1985 Watson-Guptill with Rose DeNeve) ISBN 0-8230-1327-8
- Pictorial Maps (1991 Watson-Guptill) ISBN 0-8230-4013-5
- Best in Diagrammatic Graphics (1993 Rotovision) ISBN 0-8230-6305-4
- Wordless Diagrams (2005 Bloomsbury) ISBN 1-5823-4522-8
- Pinhole and the Expedition to the Jungle (2010 Jorge Pinto Books) ISBN 978-1-9349-7830-6
- The Book of Everything: A Visual Guide to Travel and the World (2012 Lonely Planet) ISBN 978-1-74220-963-0
- Instant Expert: A Visual Guide to the Skills You've Always Wanted (2014 Lonely Planet) ISBN 978-1-74321-999-7
- Crazy Competitions (2018 Taschen edited by Julius Wiedemann) ISBN 978-3-8365-3908-1
- The Bigger Book of Everything: A Visual Guide to Travel and the World (2020 Lonely Planet) ISBN 978-1-83869-041-0

### Libri con le grafiche di Nigel Holmes
- The Holy War, June 67 (1967 Cornmarket Press, edited by Christopher Angeloglou and Brian Haynes)
- English Landscapes (1973 BBC by W.G. Hoskins)
- The Making of the English (1973 BBC by Barry Cunliffe)
- Focus on Health (1973 Nelson Ann Burkitt)
- The Ascent of Man (1973 Little, Brown and Company, by Jacob Bronowski)
- Understanding USA (2000 TED Conference by Richard Saul Wurman)
- Information Anxiety 2 (2001 Que by Richard Saul Wurman)
- Diagnostic Tests for Men (2001 Top Books by Richard Saul Wurman)
- Understanding Children (2002 Top Books by Richard Saul Wurman)
- Understanding Healthcare (2004 Top Books by Richard Saul Wurman)
- The Enlightened Bracketologist: The Final Four of Everything (2007 Bloomsbury, by Mark Reiter, and Richard Sandomir)
- Blue Planet Run: The Race to Provide Safe Drinking Water to the World. (2007 Earth Aware Editions, by Rick Smolan, Jennifer Erwitt, and a foreword by Robert Redford)
- The Obama Time Capsule (2009 Against All Odds Productions, by Rick Smolan, Jennifer Erwitt, and Phoebe Smolan)
- Presimetrics: What the Facts Tell Us About How the Presidents Measure Up On the Issues We Care About (2010 Black Dog &amp; Leventhal by Mike Kimel and Michael Kanell)
- Graphic: Inside the Sketchbooks of the World’s Great Graphic Designers  (2010 The Monacelli Press by Steven Heller and Lita Talarico)
- Gerd Arntz: Graphic Designer (2010 010 Publishers edited by Ed Annink and Max Bruinsma)
- The Human Face of Big Data (2012 Against All Odds Productions, by Rick Smolan, and Jennifer Erwitt)
- Information Graphics (2012 Taschen, by Sandra Rendgen)
- Raw Data: Infographic Designers' Sketchbooks (2014 Thames & Hudson Ltd by Steven Heller and Rick Landers)
- Understanding the World. The Atlas of Infographics (2014 Taschen, by Sandra Rendgen)
- The Good Fight (2017 Against All Odds Productions, by Rick Smolan, and Jennifer Erwitt)

### Informazioni su Nigel Holmes
- On Information Design (Jorge Pinto Books 2006 di Steven Heller)

## Conferenze
Elenco parziale
- 1980-2009 Il corso editoriale professionale di Stanford.[8]
- 1984-1993 Rhode Island School of Design. Un seminario annuale per la pratica di designer di informazioni grafiche, condotto con Dave Gray, Robert Lockwood, Ed Miller, George Rorick, John Monahon e docenti ospiti.[9][10]
- 1990 TED 2
- 1999 TED 9
- 2000 TED 10
- 2009 TED (25 ° anniversario)
- 2011-2018 Yale Publishing Course (il successore del The Stanford Professional Publishing Course)